# Volume 3 (álbum de Aviões do Forró)
Volume 3 é o terceiro álbum de estúdio da banda de forró eletrônico Aviões do Forró. O projeto foi o responsável pelo reconhecimento da banda em todo o país. Lançado no ano de 2005, possui faixas que tornaram-se inesquecíveis, como: "Estando Com Ela e Pensando Em Ti (Tontos e Loucos)", "Titular Absoluta", "O Que Tem Que Ser Será ", "Eu Não Vou Mais Chorar", além da faixa bônus "Coração".

## Produção
O repertório da obra é predominantemente inédito, e também inclui a regravação de "Coração", originalmente apresentada no Volume 2. A banda gravou também "Estando Com Ela e Pensando Em Ti (Tontos e Loucos)", originalmente gravada pelo cantor potiguar de brega Kelvis Duran em 2004.
Entre a discografia do grupo, Volume 3 foi o primeiro projeto do Aviões do Forró que trouxe os vocalistas Xand Avião e Solange Almeida na capa.

## Lançamento
Em 2012, Volume 3 foi lançado digitalmente. No entanto, as faixas do álbum não seguiram a ordem original, sendo organizadas por ordem alfabética.

## Legado
Volume 3 se tornou, ao longo dos anos, um dos álbuns mais celebrados da banda Aviões do Forró, com regravações feitas por vários artistas e com seu projeto gráfico recebendo versões em paródias. O projeto rendeu até shows de tributo, como o Tributo ao Aviões do Forró Vol. 3, ocorrido em novembro de 2017.

## Faixas
A seguir lista-se as faixas, compositores e durações de cada canção de Volume 3, segundo o encarte do disco.
| N.º            | Título                                               | Compositor(es)                                           | Duração |  |
| 1.             | "Estando Com Ela e Pensando Em Ti (Tontos e Loucos)" | Kelvis Duran                                             | 3:05    |  |
| 2.             | "O Que Tem Que Ser Será"                             | Zé Hilton Cabeção do Forró                               | 3:36    |  |
| 3.             | "Eu Não Vou Mais Chorar"                             | Dorgival Dantas                                          | 3:09    |  |
| 4.             | "Titular Absoluta"                                   | Zélia Santti Solange Almeida                             | 3:46    |  |
| 5.             | "Fiz Tudo Por Ela / Me Esculhamba"                   | Barãozinho                                               | 3:58    |  |
| 6.             | "Vai Decolar"                                        | Jonas Alves                                              | 2:47    |  |
| 7.             | "Vai, Vai Que tá Gostoso"                            | Dorgival Dantas                                          | 3:29    |  |
| 8.             | "Seu Avião"                                          | Chrystian Lima                                           | 3:50    |  |
| 9.             | "Blá, Blá, Bla"                                      | Scott Cutler Anne Preven vrs. : Solange Almeida          | 4:23    |  |
| 10.            | "Tô Sozinho"                                         | Dorgival Dantas                                          | 3:19    |  |
| 11.            | "Chega de Mentiras / Tá na Cara / Me Manda Embora"   | Dorgival Dantas                                          | 3:52    |  |
| 12.            | "Alta Estação"                                       | Chrystian Lima                                           | 3:20    |  |
| 13.            | "Adeus Até Nunca Mais"                               | Zélia Santti Ribeiro Santos                              | 3:26    |  |
| 14.            | "Tentando te Esquecer / Fica Comigo"                 | Natinho da Ginga José Ademir / Natinho da Ginga Mardônio | 3:55    |  |
| 15.            | "Bem Me Quer, Mal Me Quer"                           | Barãozinho                                               | 3:27    |  |
| 16.            | "Coração" (Faixa bônus)                              | Dorgival Dantas                                          | 3:37    |  |
| 17.            | "Me Namora" (Caviar com Rapadura)                    | Edu Luppa                                                | 3:23    |  |
| 18.            | "Vuco Vuco" (Solteirões do Forró)                    | Guedes Neto Fernandes Neto                               | 3:14    |  |
| 19.            | "Melo da Gatinha" (Mala Mansa)                       | Conde Macêdo Neto Barros José Salviano                   | 2:40    |  |
| Duração total: | Duração total:                                       | Duração total:                                           | 66:16   |  |

## Ficha técnica
- Vozes: Xand Avião / Solange Almeida
- Acordeon: Ivanildo Soares / Valcir
- Baixo: Melkzedek
- Bateria: Pedro Riquelme
- Guitarra: Luizinho Neto
- Metais: Carlinhos Ferreira / Zé Carlos / Edson
- Percussão: Emanuel Dias
- Teclados: Emanuel Dias
- Vocais: Mr. Xis / Priscila